# Mocomoco (Camacho)
Mocomoco (auch Moco Moco) ist eine Ortschaft im Departamento La Paz im südamerikanischen Anden-Staat Bolivien.

## Lage im Nahraum
Mocomoco ist der zentrale Ort des Municipios Mocomoco in der Provinz Eliodoro Camacho. Die Ortschaft liegt auf einer Höhe von 3302 m in den südlichen Ausläufern der Cordillera Apolobamba, 30 km nordöstlich vom Titicacasee.

## Geographie
Das Municipio Mocomoco liegt auf dem bolivianischen Altiplano auf einer mittleren Höhe von 3500 m, am westlichen Rand der Cordillera Real. Das Klima der Region ist ein typisches Tageszeitenklima, bei dem die Temperaturschwankungen im Tagesverlauf deutlicher ausfallen als im Jahresverlauf.
Die mittlere Durchschnittstemperatur des Municipio liegt bei knapp 14 °C (siehe Klimadiagramm Mocomoco), die Monatsdurchschnittstemperaturen schwanken nur unwesentlich zwischen 11 °C im Juni/Juli und 15 °C von Oktober bis März. Der Jahresniederschlag beträgt etwa 750 mm, die Monatsniederschläge liegen zwischen unter 20 mm von Juli bis August und bei 100–150 mm von Dezember bis März.

## Verkehrsnetz
Mocomoco liegt in einer Entfernung von 215 Straßenkilometern nordwestlich von La Paz, der Hauptstadt des gleichnamigen Departamentos.
Von La Paz führt die Nationalstraße Ruta 2 über El Alto in nordwestlicher Richtung 30 Kilometer bis Huarina, von dort die Ruta 16 über Achacachi und Puerto Carabuco nach Escoma nahe der Mündung des Río Suches in den Titicacasee. Von Escoma aus führt sie als unbefestigte Straße nach Norden weiter bis Italaque, wo eine unbefestigte Piste abzweigt, die nach 15 Kilometern Mocomoco erreicht.

## Bevölkerung
Die Einwohnerzahl der Ortschaft ist in den vergangenen beiden Jahrzehnten um etwa die Hälfte angestiegen:
| Jahr | Einwohner | Quelle       |
| ---- | --------- | ------------ |
| 1992 | 323       | Volkszählung |
| 2001 | 439       | Volkszählung |
| 2012 | 505       | Volkszählung |
| 2024 |           | Volkszählung |

Die Bevölkerung der Region gehört vor allem dem indigenen Volk der Aymara an.